# Saleem Nazim
Saleem Nazim, född 1 januari 1955 i Faisalabad, Punjab, död 7 maj 2025 i samma stad, var en pakistansk landhockeyspelare.
Han tog OS-brons i herrarnas landhockeyturnering i samband med de olympiska sommarspelen 1976 i Montréal.